# Sergio Codognato
Sergio Codognato (Limbiate, 3 aprile 1944 – Trento, 2 agosto 2024) è stato un calciatore e allenatore di calcio italiano, di ruolo difensore.

## Carriera

### Giocatore
Iniziò la sua carriera con l'Inter, debuttando in Serie A nella stagione 1963-64 in Catania-Inter 1-2; rimase nella massima categoria nel 1964-65 per giocare con gli etnei. Vestì poi le maglie di Alessandria, Salernitana e Modena, in Serie B, e di vari club di C.
Tra il 1970 e il 1977 giocò con il Cosenza, squadra di cui fu capitano e con cui disputò 217 gare diventandone una bandiera prestigiosa. Entrò nella memoria collettiva dalla tifoseria cosentina non solo per i suoi trascorsi ma anche per i suoi calci piazzati, molto insidiosi per le difese avversarie.

### Allenatore
Nelle stagioni 1973-74 e 1975-76 visse anche le prime esperienze di allenatore dei silani. Successivamente guidò il Trento, squadra per la quale curò negli ultimi anni il settore giovanile.
Nel 2009 ebbe un'esperienza come allenatore del Rovereto.
Nella stagione 2012/2013 allenò in Trentino la formazione juniores della squadra rendenese del A.C. PinzoloCampiglio, la cui prima squadra fu allenata dal figlio Luca.

## Palmarès

### Giocatore

#### Competizioni nazionali
- Serie D: 1

Cosenza: 1974-1975

#### Competizioni internazionali
- Coppa dei Campioni: 1

Inter: 1963-1964